# Mary Collinson
Mary Collinson (* 22. Juli 1952 in Sliema, Malta; † 23. November 2021 in Mailand, Italien) war ein maltesisch-britisches Model und Schauspielerin. Sie wurde im Oktober 1970 zusammen mit ihrer Zwillingsschwester Madeleine Collinson zur Playmate des Monats des Playboy-Magazins gewählt. Sie waren die ersten eineiigen Playmate-Zwillingsschwestern.

## Leben und Karriere
Die Collinson-Zwillinge kamen erstmals im April 1969 in Großbritannien an, und vor ihrem Auftritt im Playboy war einer der ersten Menschen, der sie entdeckte, der Glamourfotograf/Filmemacher Harrison Marks, der sie in seinem Kurzfilm Halfway Inn als freche Dienstmädchen besetzte. Der für den 8-mm-Markt produzierte Film wurde irgendwann zwischen ihrer Ankunft in Großbritannien und Juli 1970 gedreht, als ein Standbild des Films in einer Marks-Werbung verwendet wurde, die in der Monatsausgabe des Magazins Continental Film Review erschien.
Ihre wichtigsten Rollen spielten die Zwillinge an der Seite von Peter Cushing in dem Horrorfilm Twins of Evil, der in Deutschland unter dem Titel Draculas Hexenjagd veröffentlicht wurde.
Ihre Schwester wurde in The Playmate Book mit den Worten zitiert, dass Mary zwei Töchter hatte und in Mailand mit einem „italienischen Herrn“ lebte, mit dem sie seit mehr als 20 Jahren zusammen war.
Mary Collinson starb am 23. November 2021 im Alter von 69 Jahren in Mailand an einer Bronchopneumonie.

## Filmografie
- 1969: Flesh and Love – Die hungrigen Mädchen (Some Like It Sexy)
- 1970: Groupie Girl
- 1970: Permissive
- 1970: Halfway Inn (Kurzfilm)
- 1971: Die Liebesmaschine (The Love Machine)
- 1971: Draculas Hexenjagd (Twins of Evil)
- 1971: Das Geheimnis meines Parfüms (She’ll Follow You Anywhere)

### Als sie selber
- 1970: The Tonight Show Starring Johnny Carson (Fernsehserie, 1 Folge)